# Sinuicella
Sinuicella is een geslacht uit de familie Peltigeraceae. Het is een monotypisch geslacht dat de enkele soort Sinuicella denisonii bevat. Zowel het geslacht als de soort werden in 2021 door Daphne Stone, Bruce McCune en Jolanta Miądlikowska als nieuw voor de wetenschap beschreven. 